# City of Albury
City of Albury är en Local Government Area (LGA) (svenska: kommun, eller ungefär lokalförvaltningsområde) i delstaten New South Wales i Australien. Kommunen styrs av Albury City Council.